# Відеореєстратор

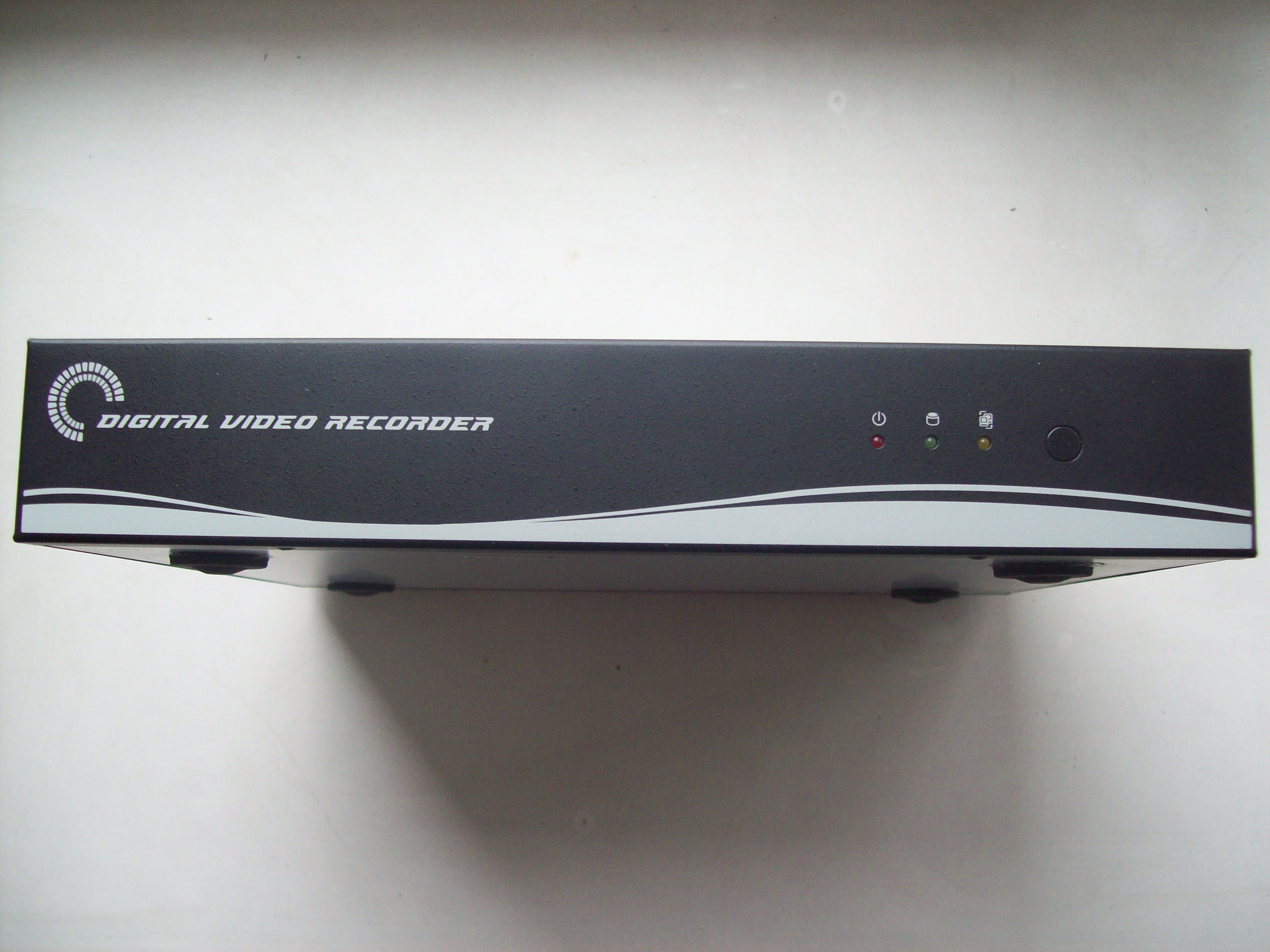
Цифровий відеореєстратор

Відеореєстра́тор (англ. Digital Video Recorder, DVR) — пристрій, призначений для запису, зберігання та відтворення відеоінформації.
Відеореєстратори, в основному, використовуються у системах відеоспостереження як стаціонарних (на об'єктах), так і рухомих (наприклад, автомобільні відеореєстратори).
В залежності від поставлених завдань відеореєстратор може використовуватися для вирішення різних завдань, у тому числі:
- для відеоспостереження за відвідувачами в приватних будинках, офісах, магазинах;
- для відеоконтролю касових операцій на робочих місцях касирів в магазинах (для аналізу відповідності відеоданих, даних касових терміналів та чеків);
- для організації системи обліку та контролю автотранспорту на парковках і КПП підприємств;
- для автоматичної реєстрації і контролю переміщень залізничних вагонів по території заводів, комбінатів, паливно-заправних комплексів, сховищ;
- при організації територіально-розподілених систем відеоспостереження, в тому числі з єдиним центром моніторингу.Відеореєстратор на 16 камер

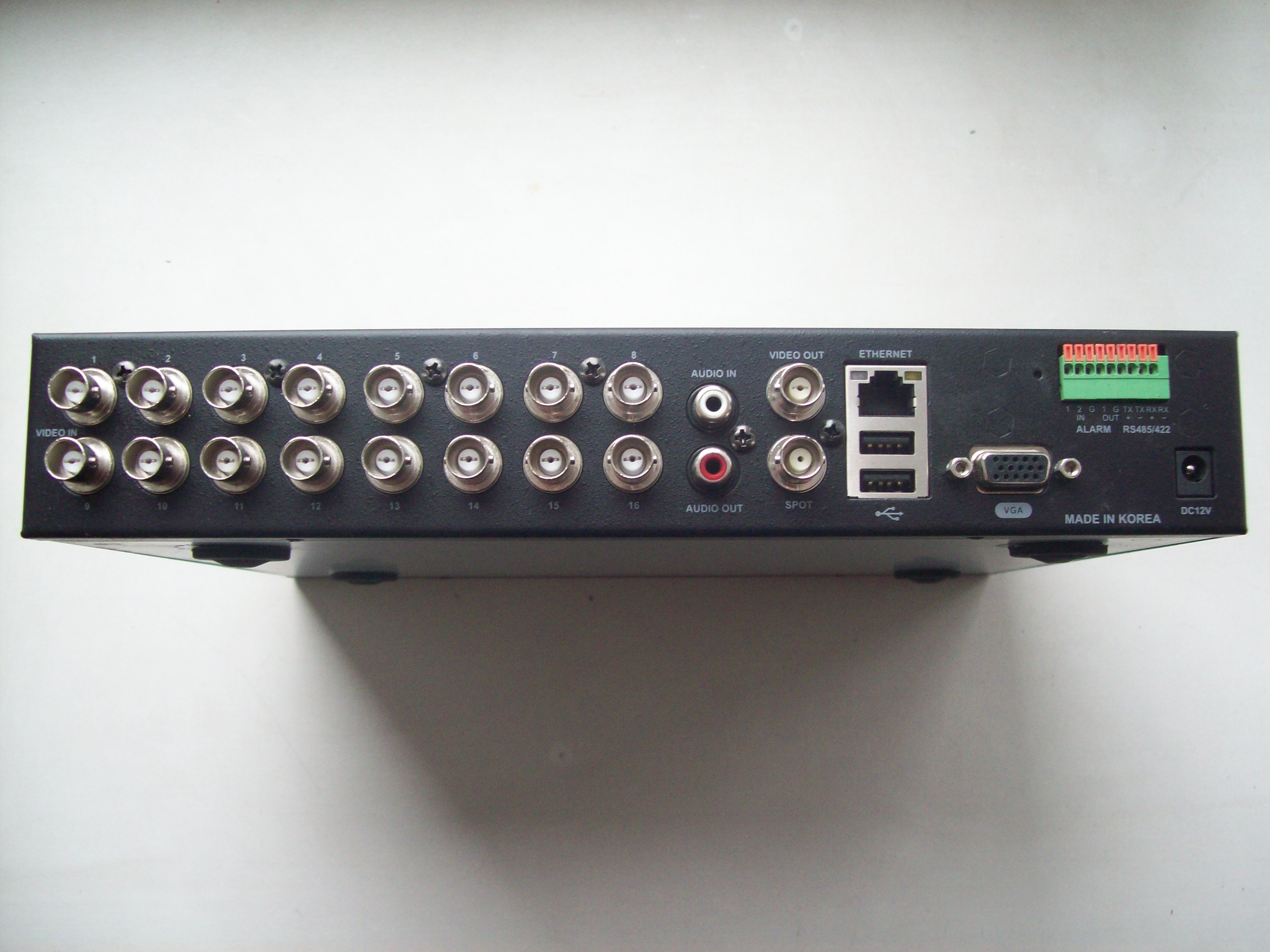
Відеореєстратор на 16 камер

## Особливості відеореєстраторів
Відеореєстратор являє собою складний електронний пристрій, схожий по будові з комп'ютером або відеосервером і містить у своєму складі АЦП, процесор, жорсткий диск та інші компоненти. Для управління відеореєстратором на ньому встановлена спеціалізована операційна система. Перед записом оцифровані відеозображення, як правило, піддаються компресії для зменшення займаного місця на жорсткому диску. Практично всі відеореєстратори можуть працювати як з монохромними, так і з кольоровими відеозображеннями. Багато відеореєстраторів мають можливість підключення до комп'ютерної мережі для передачі відеозображень на комп'ютери віддалених користувачів.
Відеореєстратори характеризуються такими параметрами, як:
- функціональність (симплекс, триплекс, пентаплекс);
- число вхідних відеоканалів;
- сумарна швидкість запису;
- дозвіл;
- використовуваний тип компресії;
- кількістю записуваної інформації до перезапису;
- можливості підключення зовнішніх накопичувачів інформації;
- можливістю підключення аудіоканалів;
- можливістю підключення IP-відеокамер;
- можливістю підключення зовнішніх пристроїв (через релейні входи / виходи)
- можливістю роботи в мережі і багатьма іншими параметрами.

У системах відеоспостереження відеореєстратори, практично повсюдно, замінили собою раніше застосовувані для цих цілей відеомагнітофони та квадратори, основним конкурентом відеореєстраторів в системах відеоспостереження зараз є відеосервери на основі комп'ютерів.
Відеореєстратори серійно випускаються багатьма зарубіжними і вітчизняними підприємствами. Більшість європейських і вітчизняних виробників пропонують реєстратори типу PC-based, тобто системи виконані на основі ПК. Переважна більшість автономних (stand-alone) реєстраторів виробляється в азійських країнах.

## Види відеореєстраторів
Окремі різновиди DVR виділилися в підгрупи, які мають власні назви:
- NVR — мережевий відеореєстратор (робота тільки з IP-відеокамерами),
- HDVR — гібридний відеореєстратор (робота з аналоговими і IP-відеокамерами),
- PC-based DVR (відеореєстратор на базі ПК)
- stand alone DVR (робота тільки з аналоговими відеокамерами).
- Car DVR — відеореєстратор, призначений для установки в автомобілях, вантажівках, катерах та інших транспортних засобах

## Мережеві відеореєстратори (NVR)
Мережеві відеореєстратори або NVR (англ. Network Video Recorder) призначені для роботи в IP-системах відеоспостереження. На відміну від звичайних DVR, NVR отримують відеодані вже в стислому вигляді мережею Ethernet. Дані можуть надходити з IP-відеокамер або з аналогових відеокамер, що підключаються через спеціальні адаптери (типу: «композитний сигнал — Ethernet»). Особливістю NVR є те, що вони можуть працювати лише з обмеженим списком моделей IP-відеокамер, оскільки в даний час стандартизація їх інтерфейсів мережевого обміну ще не поширена.

## Переваги
- віддалений доступ до відеоданих по локальній мережі або Інтернет (через спеціальний софт, web-інтерфейс, додатки для мобільних пристроїв)
- легко нарощувана архітектура
- підключення до локальної мережі в довільному місці

## Недоліки
- високе навантаження на локальну мережу

## Правомірність використання у автомобілях
В Україні немає специфічної заборони на використання відеореєстраторів у автомобілях, проте використання відеореєстраторів заборонено під час воєнного часу. Зокрема заборона розповсюдилася щодо доріг загального користування, об'єктів загального призначення, важливих об'єктів інфраструктури блокпостів та укріплень розташування військових частин сил оборони.